# Заслуженный артист Азербайджана
«Заслуженный артист» (азерб. Əməkdar artist) — почётное звание Азербайджанской Республики, присваиваемое за особые заслуги в развитии азербайджанской культуры деятелям искусства, отличившимся в деле развития театра, музыки, кино, цирка, режиссёрам, композиторам, дирижёрам, концертмейстерам, художественным руководителям музыкальных, хоровых, танцевальных и других коллективов, другим творческим работникам, музыкантам-исполнителям за высокое мастерство, и содействие развитию искусства. Следующей степенью признания является присвоение звания Народный артист Азербайджана.

## Присвоение
Президент Азербайджанской Республики присваивает почетное звание по личной инициативе, а также по предложению Национального Собрания и Кабинета Министров.
Почетное звание присваивается только гражданам Азербайджанской Республики. Согласно указу почетное звание «Заслуженный артист» не может быть присвоено одному и тому же лицу повторно.
Удостоенное почетного звания лицо может быть лишено почетного звания в случае:
1. осуждении за тяжкое преступление;
2. совершения проступка, запятнавшего почетное звание

## Указ об учреждении
Почетное звание «Заслуженный артист» было учреждено указом Президента Азербайджанской Республики от 22 мая 1998 года наряду с некоторыми другими званиями:
В целях оценки труда лиц, достигших больших успехов в развитии в нашей республике культуры, литературы, науки, образования и здравоохранения, в целом на пути прогресса страны, учитывая многочисленные обращения различных организаций, отдельных граждан по этому вопросу и руководствуясь пунктом 32 статьи 109 Конституции Азербайджанской Республики, постановляю: 
Учредить почетное звание в области культуры «Заслуженный артист».

## Описание
Лица, удостоенные почетного звания «Заслуженный артист» Азербайджанской Республики также получают удостоверение и нагрудный знак почетного звания Азербайджанской Республики. Нагрудной знак почетного звания носится на правой стороне груди.